# Qasr Amra
Qasr Amra (قصر عمرة / ALA-LC: Qaṣr ‘Amrah), hay phiên âm là Quseir Amra hoặc Qusayr Amra, là nơi được biết đến nhiều nhất trong các lâu đài sa mạc nằm ở phía đông Jordan ngày nay. Theo tiếng Ả rập: Qasr có nghĩa là lâu đài, Amra là cuộc sống. Qasr Amra được xây dựng vào đầu thế kỷ thứ 8, trong khoảng thời gian từ năm 723 đến 743 bởi khalip Omeyyad Al-Walid II. Nó được xem như một trong những dấu ấn quan trọng của nghệ thuật và kiến trúc Hồi giáo sơ khai. Việc phát hiện ra dòng chữ khắc trong lâu đài trong quá trình nghiên cứu năm 2012 đã cho phép xác định chính xác hơn về cấu trúc công trình.
Lâu đài Qasr Amra- hiện tại chỉ còn lại nền tảng- là phần còn lại của một tổ hợp lâu đài, dinh thự rộng đến 25ha được làm từ đá vôi, bazan. Lâu đài Qasr Amra nổi tiếng bởi các nhà tắm kiểu cổ và các bức tranh tường hoành tráng đặc tả cảnh săn bắn, phụ nữ khỏa thân và các cung hoàng đạo. Các bức tranh tượng được vẽ trong lâu đài Qasr Amra phản ánh nghệ thuật thế tục thời đó. Phụ nữ khỏa thân vốn là hình tượng cấm kỵ trong văn hóa Hồi giáo. Tuy nhiên, các bức vẽ ở lâu đài Qasr Amra lại là ngoại lệ.
Với vai trò là kho tàng nghệ thuật vô giá của thế giới Hồi giáo, Qasr Amra trở thành di sản văn hóa thế giới năm 1985, là một trong năm di sản văn hóa thế giới ở Jordan. Cùng với vị trí dọc theo đường cao tốc chính đông-tây của Jordan, tương đối gần Amman, lâu đài Qasr Amra trở thành điểm đến du lịch hấp dẫn.

## Tranh tường

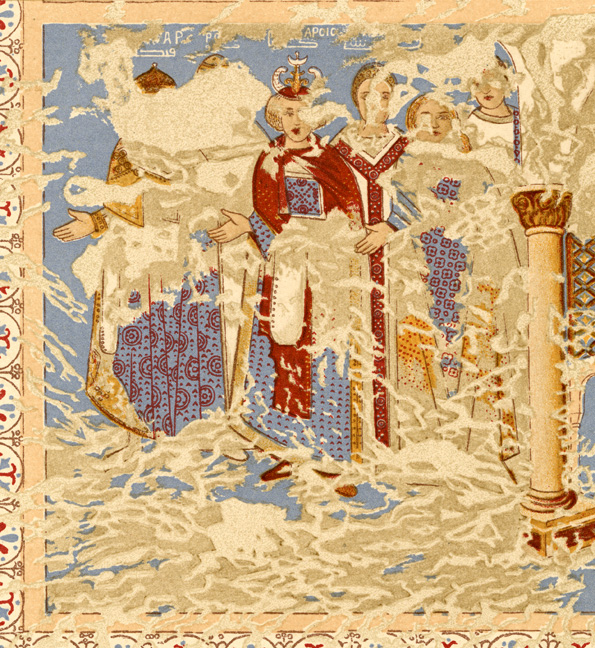
Fresco of "Six kings", một trong những bức tranh tường nổi tiếng nhất ở Qasr Amra

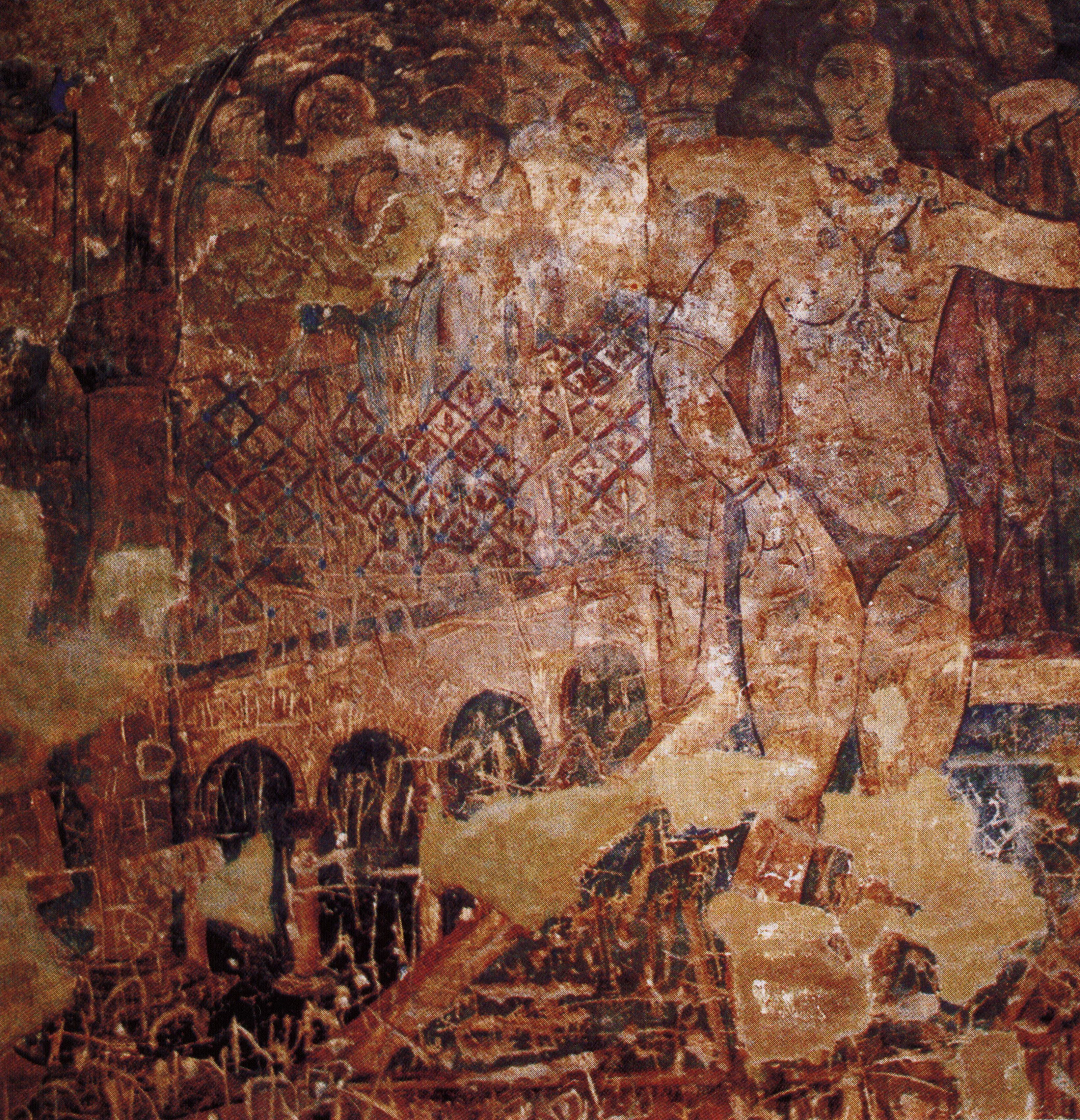
Tranh tường trong phòng tắm nữ

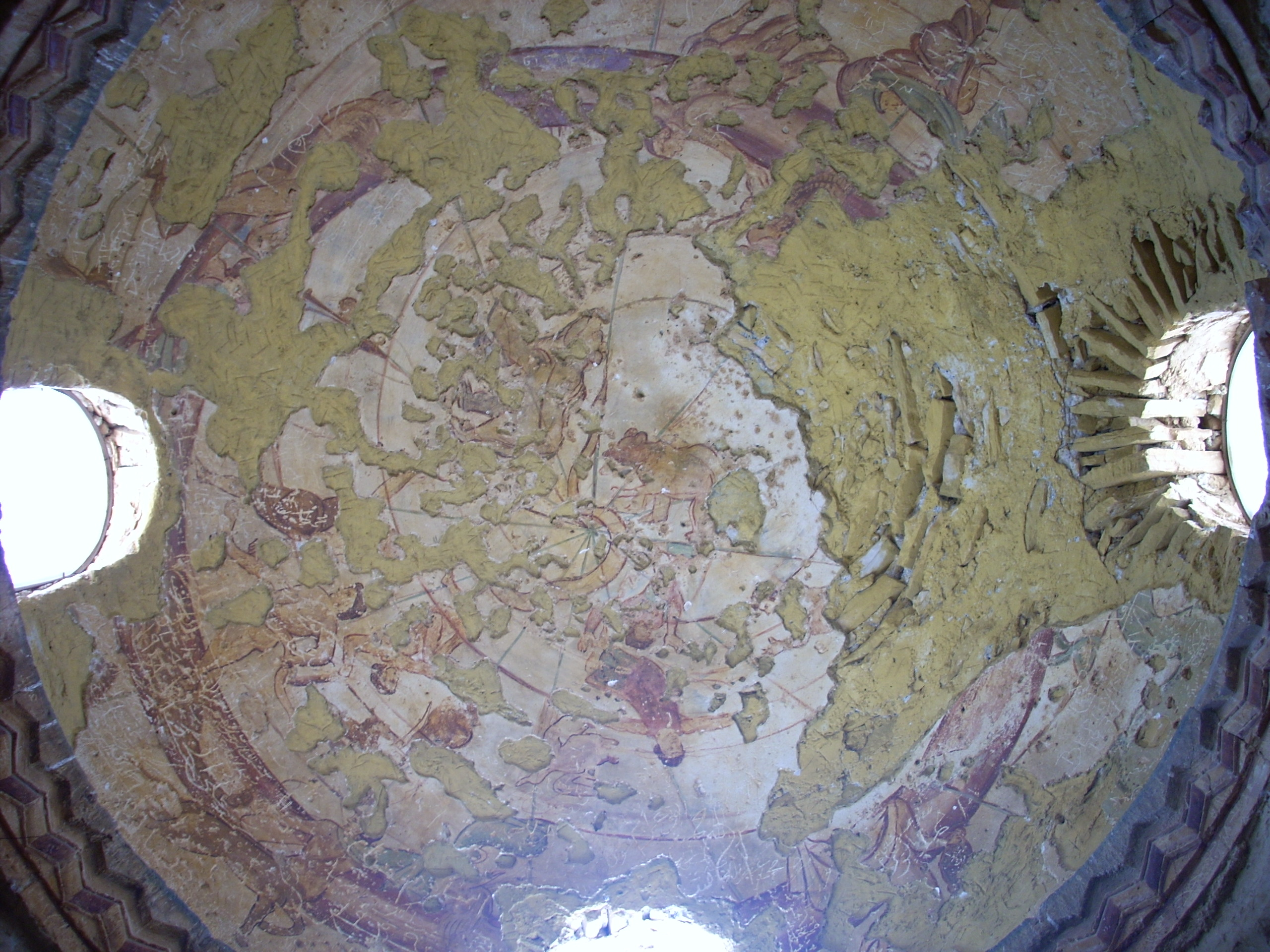
Cung hoàng đạo được vẽ trên trần phòng tắm

Điều đáng chú ý nhất ở Qasr Amra là cho các bức tranh tường. Mái vòm ở lối vào chính có tranh tường về trái cây, rượu vang, cảnh săn bắn và phụ nữ khỏa thân. Một số thú vật không tồn tại với số lượng lớn trong khu vực này nhưng thường được tìm thấy ở Ba Tư đã cho thấy sự ảnh hưởng của văn hóa Ba Tư tới nơi đây. Một bức tường miêu tả cấu trúc của lâu đài, gần chân tường là hình ảnh một vị vua có hào quang bao quanh ngai vàng. Khu vực gần đó mô tả những người hầu, thuyền, cá và gà. Hiện tại bảo tàng Pergamon ở Berlin có tái hiện lại.
"sáu%20vị%20vua" Bức tranh tường "sáu vị vua" mô tả những người cầm quyền của các cường quốc láng giềng. Dựa trên chi tiết và chữ khắc trong hình ảnh, bốn trong số các vị vua được mô tả được xác định là Hoàng đế Byzantine, vua Visigothic Roderic, Sassanid Persian Shah, và Negus của Ethiopia. Hai người khác không xác định được, được cho là bao gồm những người cai trị Thổ Nhĩ Kỳ, Trung Quốc hoặc Ấn Độ. Sự mô tả về 2 vị vua này không rõ ràng. Trong tiếng Hy Lạp "ΝΙΚΗ nike"- từ phát hiện gần đó, có nghĩa là chiến thắng, điều này cho thấy hình ảnh "sáu vị vua" mô tả uy quyền của Caliph đối với kẻ thù của mình. Một sự giải thích khác có thể là con số 6 tượng trưng cho sự cầu khẩn, có lẽ là hướng tới Caliph-người cầm quyền ở thời điểm bấy giờ.
Apodyterium (phòng thay đồ) được trang trí bằng cảnh những động vật tham gia vào các hoạt động của con người, đặc biệt là biểu diễn âm nhạc. Một hình ảnh tượng trưng cho một thiên thần nhìn xuống một người được khâm liệm. Nó thường được cho là một cảnh chết, nhưng một số giải thích khác cho rằng tấm vải liệm phủ trên một cặp tình nhân. Ba khuôn mặt đen trên trần nhà được cho là đại diện cho các giai đoạn của cuộc sống. Các Kitô hữu trong khu vực tin rằng nhân vật ở giữa là Chúa Giêsu.